# Microsoft Anna
Microsoft Anna este ultima voce sintetizată produsă de Microsoft, inițial pentru seria de sisteme de operare Windows Vista. Anna înlocuiește pe Microsoft Sam, vocea sintetizată stabilită inițial pentru Windows XP.Anna fiind construită pe motorul SAPI 5.0, acesta fiind folosit si pentru Microsoft Sam însă Anna a fost creată cu îmbunătățirile noilor versiuni ale motorului și introdusă în sistemul de operare Windows Vista. Microsoft Anna, este o voce nouă și mult mai realistă decât Microsoft Sam datorită actualizării motorului SAPI.